# Манор, Илан
Илан Манор (род. 26 октября 1969, Хайфа) — израильский шахматист, гроссмейстер (1997). Клинический психолог.
В составе сборной Израиля участник 28-й Олимпиады (1988) и 9-го командного чемпионата Европы в Хайфе (1989).
В 1996 году на конкурсе памяти Черняка в Тель-Авиве занял второе место (при этом обогнал Бориса Канцлера).

## Изменения рейтинга
| Графики недоступны из-за технических проблем. См. информацию на Фабрикаторе и на mediawiki.org. |